# The Lost Tapes (Sugababes)
The Lost Tapes è l'ottavo album in studio del girl group britannico Sugababes, pubblicato nel 2022. È l'album che segna il ritorno della formazione originale, formata da Siobhan, Mutya e Keisha. Il trio ha lavorato a questo album già durante il loro periodo MKS, prima di riottenere i diritti sul nome della band. 

## Tracce
1. Drum – 3:34
2. Flatline – 3:53
3. Love Me Hard – 3:42
4. Summer of '99 – 3:58
5. Boys – 3:05
6. Metal Heart – 4:25
7. Beat Is Gone – 4:29
8. No Regrets – 4:01
9. Today – 3:42
10. Victory – 3:12
11. I'm Alright – 4:04
12. I Lay Down – 4:08
13. Back in the Day – 4:23

Tracce Bonus - Edizione Deluxe
1. Back to Life – 3:34
2. Breathe Me (Sia cover) – 4:17
3. Only You – 4:11